# Vergianá (Réthymnon)
Vergianá, en grec moderne : Βεργιανά, est un village du dème de Mylopótamos, en Crète, en Grèce. Selon le recensement de 2011, la population de Vergianá compte 9 habitants. Il est situé à une altitude de 270 m et à une distance de 28 km de Réthymnon.

## Recensements de la population
| Recensements | 1881 | 1900 | 1920 | 1928 | 1940 | 1961 | 1971 | 1981 | 1991 | 2001 | 2011 |
| ------------ | ---- | ---- | ---- | ---- | ---- | ---- | ---- | ---- | ---- | ---- | ---- |
| Population   | 76   | 66   | 81   | 74   | 60   | 50   | 30   | 23   | 19   | 18   | 9    |